# Kamendaka obscura
Kamendaka obscura är en insektsart som först beskrevs av Frederick Arthur Godfrey Muir 1913.  Kamendaka obscura ingår i släktet Kamendaka och familjen Derbidae. Inga underarter finns listade i Catalogue of Life.